# Gaston Groussole
Gaston Groussole   (Nantuelh, 3 de febrer de 1927 - Toluges, març 2018) fou un escriptor nord-català en llengua francesa.

## Biografia
Va fer la seva carrera professional als PTT francesos. En jubilar-se s'establí a Toluges, bressol de la seva família, i es dedicà a l'escriptura. La seva companya Marie-Laurence Ferrer ha il·lustrat totes les seves obres; amb ella escriví Bonjour hier! a mitges. Ha obtingut diversos premis literaris a França i a l'estranger.

## Obres
- Gaston Groussole, Marie-Laurence Ferrer Bonjour hier! et à deux mains Saint-Estève: Éd. les Presses littéraires, 2000
- Destins en cascade, poèmes Saint-Estève: Éd. les Presses littéraires, 1998 ISBN 968367268X
- Eclaire-moi, fanal ! Saint-Estève: Éd. les Presses littéraires, 1995
- En vers pourquoi pas, avec tous ? Saint-Estève: Éd. les Presses littéraires, 2007 ISBN 978-2-35073-219-0
- Trilogia de Galdric:
  - Galdric l'insoumis Saint-Estève: Éd. les Presses littéraires, 2003
  - Quand Refleurissent les Coquelicots Saint-Estève: Éd. les Presses littéraires, 2004 ISBN 9782914684651
  - Le Gouffre des Bassettes, roman Saint-Estève: Éd. les Presses littéraires, 2005 ISBN 9782350730325
- Il y a des cailloux sur toutes les routes Saint-Estève: Éd. les Presses littéraires, 2006 ISBN 978-2350731452
- Maître Batistou, roman Saint-Estève: Éd. les Presses littéraires, 2009 ISBN 978-2-35073-299-2
- Le moissonneur des champs perdus Saint-Estève: Éd. les Presses littéraires, 2001
- Naguère, au Temps des Jardinières ou Les Mémoires d'un Tisonnier (Nouvelles et Récits du Roussillon) M.Groussole, 1997 ISBN 978-8427331563